# Alberto Pessoa
Alberto José Pessoa OSE (Sé Nova, Coimbra, 15 de abril de 1919 – Lisboa, 26 de março de 1985) foi um arquiteto português.

## Vida e Obras
Nasceu na freguesia da Sé Nova, em Coimbra, a 15 de abril de 1919. Era filho de Alberto Cupertino Pessoa (Santa Cruz, Coimbra, 31 de maio de 1883 – Coimbra, 21 de abril de 1942), professor da Faculdade de Medicina da Universidade de Coimbra, e de Ernestina Guardado Pessoa, natural de Montemor-o-Velho (freguesia de Verride).
Alberto Pessoa trabalhou em simultâneo em diversas obras cuja maioria foram desenvolvidas em equipa. Em 1942 trabalhou com Lucínio Cruz no Gabinete do Plano de Obras da Praça do Império, sob a orientação de Cottinelli Telmo (1897-1948). Em 1943 formou-se em Arquitetura na Escola de Belas Artes de Lisboa, onde entre 1953 e 196 foi assistente-professor na cadeira de projeto do Professor Luís Cristino da Silva (1858-1948). Entre 1942-1945 participou dos projetos para a Cidade Universitária de Coimbra, com a remodelação da Biblioteca Central da Faculdade de Letras, o Arquivo Geral e a faculdade de Letras, em 1942 projetou os centros extra-escolares para a Mocidade Portuguesa. 
A 15 de julho de 1944, casou na igreja de São Sebastião da Pedreira, em Lisboa, com Andrée Simone Ivette Trouillet (Sacramento, Lisboa, c. 1922), doméstica, filha de Victor Augusto Trouillet, natural de Saint-Ouen, França, e de Marie Louise Grosfeau, natural de Sainte Hélène, França.
Entre 1946 e 1950, Alberto faz parte do grupo ICAT (Iniciativas Culturais Arte e Técnica), onde discutiu ideias com arquitetos consagrados como Francisco Keil do Amaral (1910-1975), João Faria da Costa (1906-1971), João Simões (1908-1995), Miguel Simões Jacobetty Rosa (1901-1970), Celestino de Castro (1920-2007), Hernâni Guimarães Gandra (1914-1988), Raúl Chorão Ramalho (1914-2002), entre outros. Alguns desses membros do ICAT apresentaram no I Congresso Nacional de Arquitetura a tese O Alojamento Colectivo, revelando as possibilidades e as vantagens da construção em altura e a resolução da habitação económica. Em 1947, Alberto Pessoa projetou a casa Cantante da Mota, R. Duarte Pacheco Pereira 37, Restelo, a obra foi projetada seguindo os moldes tradicionais e ganhou o prémio Valmor em 1950. 
Em 1947 Alberto Pessoa trabalhou numa equipa coordenada por Faria da Costa juntamente com Chorão Ramalho, José Bastos (?-?) e Lucínio Cruz (?-?), na construção de um conjunto urbano para Avenida Paris e Praça Pasteur, antigamente nomeada Rua Actriz Virgínia. Com Keil do Amaral com quem também projetou várias habitações e Hernâni Gandra projeta entre 1947 e 1955 equipamentos para os parques de Monsanto e Eduardo VII. Ainda nesse ano Alberto Pessoa abre o seu próprio atelier na Avenida Guerra Junqueiro. Em 1948 junto com a sua mulher participa do 1º Congresso Nacional de Arquitetura. Em 1949 projeta uma habitação com princípios modernos em Almada, porém não chega a ser construída mas foi publicado na revista de Arquitetura nesse mesmo ano. Em 1953 o seu atelier passa a ser na Avenida João Crisóstomo, onde conta com a presença do arquiteto João Abel Manta (1928-?), nesse ano projetou o Parque Infantil de Alvito. Entre 1959-1969 a obra considerada como o melhor edifício público do século XX em Portugal é a Sede e Museu da Fundação Calouste Gulbenkian, foi projetada juntamente com Pedro Cid (1925-1983) e Ruy Jervis d’ Athouguia (1917-2006) e recebeu o prémio Valmor em 1975.
A carreira de Alberto Pessoa foi marcada por diversas obras que tiveram grande relevância na arquitetura moderna portuguesa, desde edifícios a planos de urbanização para algumas avenidas em Lisboa, e a participação de nomeados arquitetos portugueses na sua carreira contribuiu na construção da sua história.
Morreu em Lisboa a 26 de março de 1985.

## Biografia

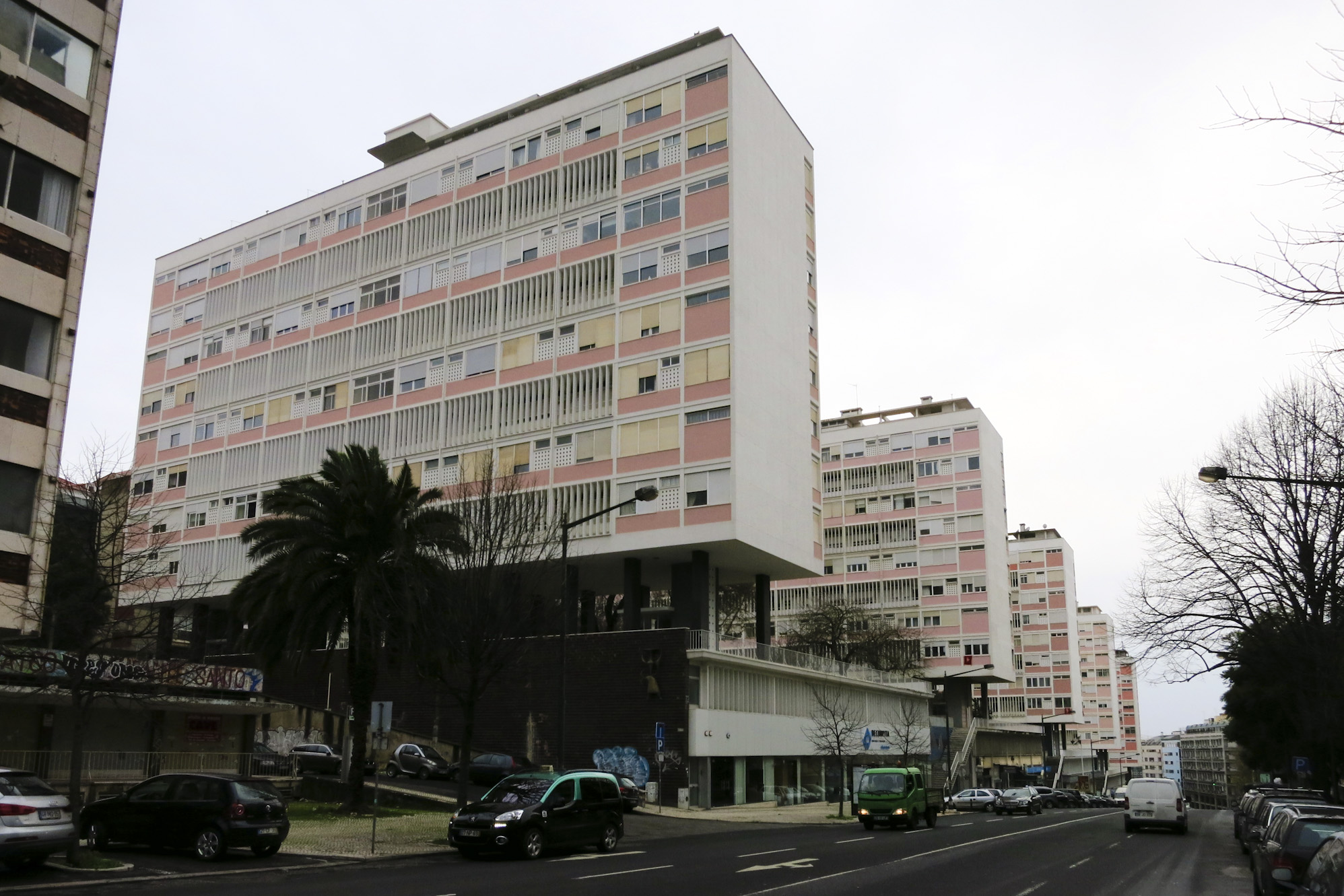
Conjunto Habitacional na Avenida Infante Santo, Lisboa

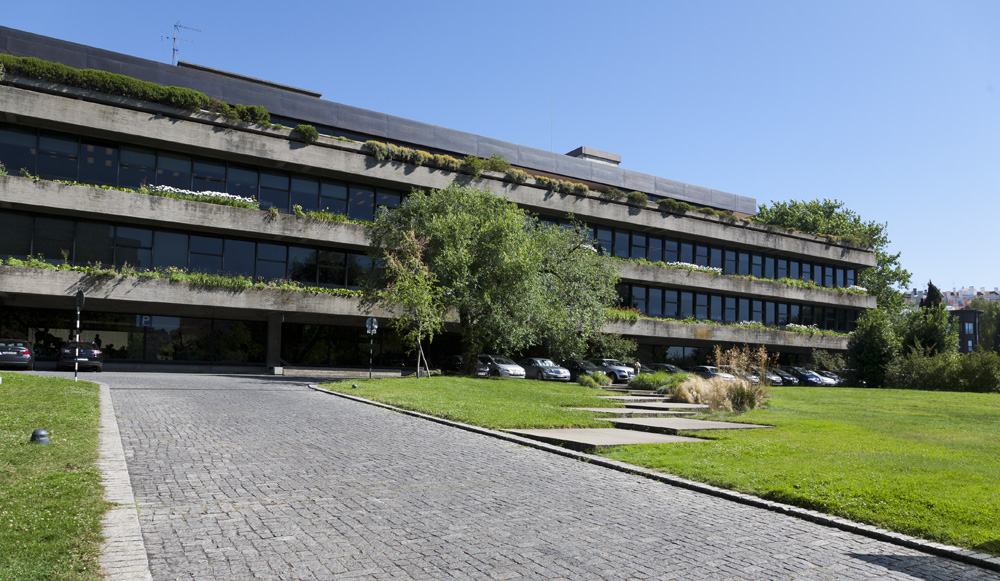
Edifício-sede da Fundação Calouste Gulbenkian, Lisboa

Formado em Arquitetura pela Escola de Belas-Artes de Lisboa, actual Faculdade de Arquitetura da Universidade Técnica de Lisboa, instituição onde viria, mais tarde a leccionar, entre 1950 e 1960.
Foi membro do colectivo Iniciativas Culturais Arte e Técnica (ICAT) e um dos directores da revista Arquitetura.
A 31 de Outubro de 1969 foi feito Oficial da Ordem Militar de Sant'Iago da Espada.

## Obras
- 1947 – Conjunto urbano da Praça Pasteur, Avenida de Paris e Rua Presidente Wilson (com Raúl Chorão Ramalho, Lucínio Cruz e José Bastos), para a Câmara Municipal de Lisboa.
- Moradia na R. Duarte Pacheco Pereira, nº 37 (Restelo) - Prémio Valmor, 1950.
- 1955 – Conjunto Habitacional na Avenida Infante Santo, Lisboa, com Hernâni Gandra e João Abel Manta.
- 1957 – Hotel Residencial Infante Santo (Centro de Férias do INATEL 1983-1998), Lisboa.
- 1958-1959 – Associação Académica de Coimbra.
- 1959-1969 – Conjunto arquitetónico Edifício-sede, Jardins e Museu da Fundação Calouste Gulbenkian – projeto conjunto com Ruy Jervis Athouguia, Pedro Cid, Gonçalo Ribeiro Teles e António Viana Barreto – Prémio Valmor 1975.[1][7]
- década de 1960 – Piscina do Areeiro, Lisboa.
- Biblioteca Geral da Universidade de Coimbra[9]

## Homenagem
Foi dado o nome do arquiteto a uma rua de Lisboa na freguesia de Marvila (antiga rua F no bairro Marquês de Abrantes, antigo bairro chinês).